# Casa Santiago Domènech i Montserrat Planas
La casa per a Santiago Domènech i Montserrat Planas és un edifici d'estil modernista de Badalona (Barcelonès), concretament a l'avinguda de Martí Pujol, al límit del barri de Dalt de la Vila. És obra de l'arquitecte badaloní Joan Amigó i Barriga, el projecte és de 1917 i va ser reformat el 1932, quan se li fan uns afegitons. Està protegit com a bé cultural d'interès local.

## Descripció
És un habitatge ubicat en una cantonada, que consta de planta baixa, pis i golfes, així com un semi-soterrani. El més destacable de la construcció és la seva façana, decorada amb esgrafiats de garlandes florals que recorden a l'època tardana de Josep Puig i Cadafalch, a la casa Trinxet de 1904. En el seu angle hi destaca una tribuna, poc encertada, afegitó posterior durant una reforma realitzada l'any 1932. Es coneix que Amigó va realitzar també les obres d'interiorisme d'aquesta casa, marcats per llisos blancs amb sanefes.

## Història
El projecte és de 1917, després se'n va fer una reforma el 1932, durant la qual es va afegir la tribuna i un cos lateral. Els plànols de la casa van ser signats per l'arquitecte municipal de Sant Adrià de Besòs, en Joan Maymó, perquè en aquell moment Joan Amigó era l'arquitecte municipal de Badalona i, per tant, no podia exercir a la localitat. La casa va pertànyer a la família Planas fins a la dècada de 1970.